# Hospital San Rafael de Alajuela
El Hospital San Rafael es un centro médico de la Caja Costarricense del Seguro Social de Costa Rica fundado en 1883. Está localizado en la ciudad de Alajuela, 2 km al norte del Aeropuerto Internacional Juan Santamaría.
Es uno de los hospitales más nuevos de la seguridad social costarricense (luego del traslado desde sus antiguas instalaciones en el 2004) y está catalogado como un hospital regional (clase B).  Cuenta con múltiples especialidades de todas las ramas de la medicina y con un servicio de cuidados intensivos.

## Historia
El Hospital San Rafael de Alajuela fue inaugurado el 24 de octubre de 1883 y desde esa fecha ha venido brindando sus servicios a la comunidad alajuelense. Fue en la sesión del 1 de junio de 1882 en la cual la Municipalidad del Cantón Central de Alajuela tomó el acuerdo de fundar un hospital y facultó al Gobernador de la Provincia , don Melchor Cañas, para que valiéndose de los medios a su alcance, llevara a cabo tal deseo.	
El 6 de octubre de 1882 el presidente de la República , general Próspero Fernández, por medio de la secretaría de Justicia y Beneficencia, dirigió una nota al gobernador Cañas, autorizándolo para que nombrara una Junta de Caridad, la cual debía formar los estatutos del Hospital San Rafael de Alajuela, tomando como base el Hospital de la Ciudad de San José. 
El 14 de enero de 1883, el presidente Fernández y los Secretarios de Estado en los Despachos de Fomento y Hacienda, Víctor Guardia y Bernardo Soto, respectivamente, promulgaron un decreto ejecutivo referente a la inauguración oficial del citado hospital, acto que se fijó para el 24 de octubre del mismo año, en una ceremonia que alcanzó características cívicas y populares inolvidables para los alajuelenses de ese entonces. Fue así como nació el Hospital en una casa propiedad del señor Ramón González y el personal con que contaba era un médico, una enfermera y un portero.
El 12 de mayo de 1905, el presidente Ascensión Esquivel inauguró oficialmente la planta física en la que hasta hace un año se ubicó el Hospital San Rafael de Alajuela, la cual contaba con tres pabellones y la cocina. Aunque el Hospital San Rafael de Alajuela estuvo bajo la tutela de la Junta de Protección Social de Alajuela por 93 años, el 9 de septiembre de 1975 se acordó el traspaso a la C.C.S.S., el cual se hizo efectivo el 15 de enero de 1976	
Desde hace tiempo atrás se tenía el proyecto de construir un nuevo Hospital San Rafael de Alajuela, en un terreno de 81.482,78 metros cuadrados de los que se utilizaron un total de 31.465,00 metros cuadrados para la construcción del inmueble, estimándose una inversión de 36.744.162,4 millones de dólares.
Sin embargo, durante el desarrollo del proyecto se vio la necesidad de dotar a la ciudad de un hospital regional del sector público con visión a futuro, por lo que la construcción pronto fue convertida en un moderno edificio.
El 4 de octubre de 2004, el nuevo Hospital San Rafael de Alajuela inició sus actividades en beneficio de la comunidad Alajuelense y de todo el País, convirtiéndose en uno de los centros hospitalarios más modernos, ya que en su diseño y construcción, así como en su equipamiento se tomaron en cuenta las técnicas más avanzadas de otros países.
El 30 de noviembre del 2003 se registra el fallecimiento de Bogdán Koziy, un supuesto criminal de guerra ucraniano de la división auxiliar de policía Nacional Socialista (nazi) ucraniana, antes de ser extraditado a la orden de autoridades polacas.